# Kwan
Kwan es una banda finlandesa de hip hop con tintes de pop, originaria de la ciudad de Helsinki. Forma parte de la asociación de bandas finlandesas Dynasty, a la que también pertenecen The Rasmus, Von Herzen Brothers y la desaparecida banda finlandesa Killer. El grupo se formó en 1999 y ha tenido cierto éxito en su tierra natal Finlandia. En 2009 intentarán representar a Finlandia en el Festival de Eurovisión.

## Discografía

### Álbumes de estudio
- Dynasty (2001)
- The Die Is Cast (2002)
- Love Beyond This World (2004)
- Little Notes (2006)

### Sencillos
- Padam (2001)
- Microphoneaye (2001)
- Late (2001)
- Rock Da House (2001)
- The Die Is Cast (2002)
- I Wonder (Promo-CD, 2002)
- Rain (2002)
- Shine (2002)
- Chillin' At The Grotto (2002)
- Unconditional Love (2004)
- Decadence Of The Heart (2004)
- Sharks In The Bloody Waters (2004)
- Diamonds (2006)
- Tainted Love (2006)